# Борг (Вествогёй)

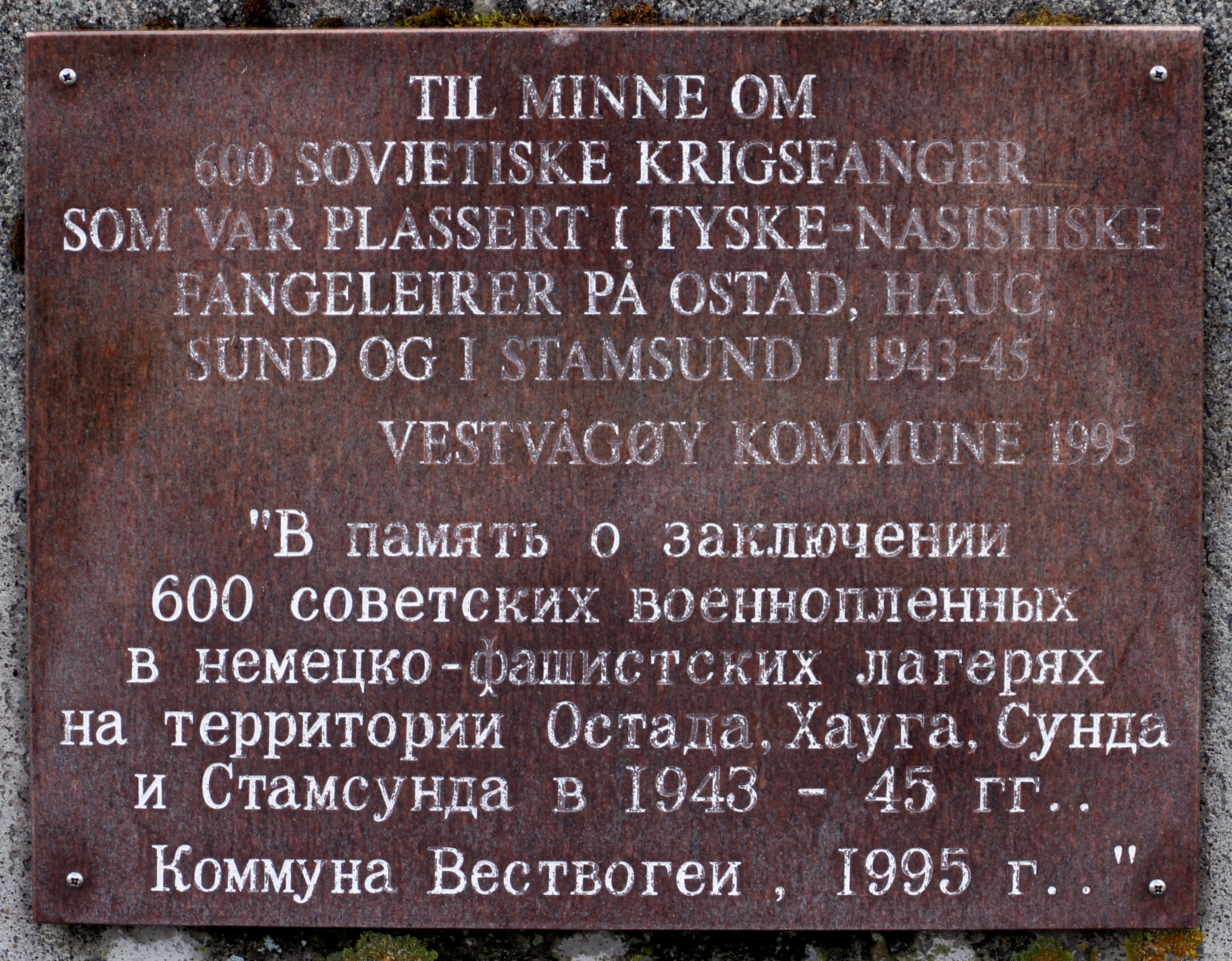
Мемориальная доска русским военнопленным

Борг (норв. Borg) — деревушка возле Бёстада в коммуне Вествогёй, Норвегия. В ней расположен Лофотр — музей Викингов, в котором находится реконструкция жилой деревни периода Викингов.
На землях возле Борга пасётся большое количество лошадей, в основном местной породы Nordlandshest.